# Regnes dels burgundis
Es coneix com a regnes dels burgundis a un període històric de l'Alta Edat Mitjana en què el poble germànic dels burgundis va aconseguir el seu auge establert a la vall del Ròdan, abastant un ampli territori localitzat al sud-est de l'actual França, el nord de Itàlia i gairebé tota Suïssa, conegut com Burgundia.
El poble burgundi tenia origen escandinau i després d'un primer pas per les terres del Vístula, s'havien assentat a la zona propera a Worms a principis del segle v, després de l'assalt de les tribus germàniques de la frontera del Rin. L'any 443 van ser reassentats dins dels límits de l'Imperi Romà com a poble foederati, però la seva independència va finalitzar en 534, sotmesos als francs merovingis.

## Regnes burgundis

### Assentament de Worms
Després del pas del Rin el 406, els burgundis sota Gondicari es van establir cap a 413 al voltant de Worms, Estrasburg i Espira, i van obtenir reconeixement per l'emperador Honori.
Des d'aquestes posicions es van aliar amb l'usurpador Joví per expandir els seus territoris, però van ser detinguts temporalment per Aeci. El 437, el mateix Aeci va avorrir que un exèrcit dels huns destruís el regne burgundi de Worms.

### Assentament a Sapaudia
Per raons no citades a les fonts, el 443 se'ls va concedir, per segona vegada, als burgundis la consideració de foederati. Aeci més que frenar l'avenç dels pobles alemanys a l'altiplà suïssa, volia assegurar alguns dels importants passos alpins, com el Valais, i la connexió Rin-Ròdan, que garantien la circulació entre la península Itàlica i la Gàl·lia i Germània. Alhora disposava d'una reserva militar per controlar la Gàl·lia.
Un nou rei, Gondioc, presumiblement fill de Gondicari, sembla haver regnat a la mort del seu pare. En total, des d'aquell moment vuit reis burgundis de la casa de Gundicar governaran el regne fins que sigui pres definitivament pels francs el 534.
Els burgundis van ser reassentats a Sapaudia («país dels avets»), una àrea localitzada una mica més al sud de l'anterior assentament dels burgundis, al costat del gran revolt del Rin, a la part meridional de la Maxima Sequanorum. A l'est, curs avall del Rhône, es trobaven els alans al voltant de Lugdunum (avui Lió). No correspon amb cap regió actual i comprendria els cantons suïssos de Ginebra, Vaud i Neuchâtel i les regions franceses properes («savoyardes» ), en el que seria el germen de l'actual Savoia. Era un ampli territori que s'estenia des de l'altiplà del Aar fins al Rin, delimitat geogràficament pel riu Ain, el Roine, el Llac Leman, el Jura i el riu Aar i que incloïa els llacs de Morat, Neuchâtel i Leman i ciutats com Ginebra, Noviodunum (o «Colònia Iulia Equestris», actualment Nyon), Avenches (Avènticum, antiga capital de la Helvetia) i Vindonissa (un dels principals campaments romans que protegien antigament el limes del Rin i que havia estat seu de la Legio XIII Gemina i la Legio XXI Rapax, i que en aquell moment ja havia estat abandonat i ocupat per la població civil, i que correspon amb l'actual Windisch).
Des de les seves noves bases a Ginebra, els burgundis es van expandir cap al sud per la vall del Roine, i cap al nord per la vall del Saona, en particular, al voltant de Dijon i «Augustodunum» (la fortalesa d'August, l'actual Autun).

#### Federats de l'Imperi

Europa a l'any 450.

Com a aliats de Roma en les seves últimes dècades, els burgundis van lluitar al costat d'Aeci i una confederació de visigots i altres pobles contra Àtila a la batalla dels Camps Catalàunics el 451. L'aliança entre burgundis i visigots sembla haver estat fort, ja que Gondioc i el seu germà Khilperic I també van acompanyar en 455 a Teodoric II a Hispània per lluitar contra els sueus.
Així mateix en 455, una ambigua referència infidoque Tibi Burdundio ductu implica un inidentificat traïdor cabdill burgundi en l'assassinat de l'emperador Petroni Màxim, en el caos que va precedir al saqueig de Roma pels vàndals. El patrici Ricimer va ser també culpable; aquest esdeveniment marca la primera indicació de la relació entre els burgundis i Ricimer, el nou Magister militum i governant de facto de l'Imperi d'Occident els anys que van seguir. Per enfortir aliances, va casar a una germana seva amb Gondioc, rei dels burgundis, i el fill de tots dos, Gundebald, creixerà sota la seva tutela.
Els burgundis, aparentment confiats en el seu creixent poder, van negociar en 456 una expansió territorial i un nou repartiment de poder amb els senadors locals romans.
En 457 Ricimer va enderrocar a un altre emperador, Avit, i va situar a Majorià en el tron. Aquest nou emperador va resultar inútil tant per a Ricimer com per als burgundis: a l'any de la seva ascensió, el general romà Egidi, enviat per Majorià, els va desposseir de les terres que havien adquirit dos anys abans i va recuperar Lió. Després de mostrar més signes d'independència, va ser assassinat per Ricimer el 461, i aquest mateix any, els burgundis, que seguien expandint-se, van recobrar Lió, que va passar a ser una de les seus del seu regne (amb Viena i Ginebra).
Alguns anys més tard, el 472, Ricimer, en aquell moment gendre de Procopi Antemi, emperador d'Occident, es va associar amb Gundebald per matar el seu sogre; Gundebald va decapitar l'emperador —pel que sembla, personalment. Ricimer va nomenar llavors a un nou emperador, Olibri, però tots dos van morir en uns mesos, sorprenentment de causes naturals. Gundebald sembla haver succeït el seu oncle com a patrici, i el seu nomenament com a magister militum li va permetre exercir com a fador d'emperadors, situant a Gliceri al tron. L'emperador de la part oriental, Lleó I el Traci, no va acceptar aquest nomenament i va designar a Juli Nepot com a emperador en la part occidental. El 474 Gundebald va abandonar Itàlia i va fugir cap a Burgúndia.

#### Unitat dels regnes burgundis
A la mort de Gondioc el 463 va designar successors als seus quatre fills, però el seu germà Khilperic I conservaria el poder de fet almenys fins a 476 i potser fins al 480, i li van succeir —seguint els costums hereditaris dels pobles germànics— els seus quatre nebots. I encara que es repartissin el govern del regne, no van dividir el territori: Gundebald va rebre la part principal i va establir la seva seu a Lió; Godegisil la va fixar en Genava (Ginebra); Khilperic II a Valentia Julia i Gundemar I a Colònia Julia Vienna (Vienne) encara que en algun moment sembla que els tres germans van poder viure tots a Ginebra i després van canviar de ciutat.
Aquells anys la puixança romana s'estava debilitant i els burgundis havien ampliat significativament el seu regne. És probable que una aliança amb els alamans —que avalen la similitud en l'organització del poder i un cert sincretisme cultural els hauria permès la seva expansió conjunta en el domini gal·loromà després de la caiguda de l'Imperi Romà d'Occident. No obstant això, la unificació del seu territori no era encara evident, ja que els burgundis haurien adoptat una manera d'organització similar a la dels alamans, amb co-regnes a les principals ciutats guanyades als gal·loromans, que a més de les capitals ja citades (Lió, Vienne, Valence i Ginebra) inclourien Vindobona i «Vesontio» (l'actual Besançon), possiblement compartida amb els alamans.
La unitat sí que era clara, però, per a l'exèrcit burgundi en campanya, la qual cosa va ser favorable per realitzar noves conquestes: pel sud, la Sapaudia va arribar a la Provença en lluites contra el regne visigot, també un regne en plena constitució i amb el qual l'any 478 van segellar un acord fixant la frontera al riu Durance. La separació muntanyosa de la serralada dels Alps els va aïllar del regne d'Odoacre a Itàlia i després del regne ostrogot que li va succeir.
El 4 de setembre de 476, quan el cap hèrul Odoacre va deposar l'últim emperador Ròmul Augústul, va finalitzar l'Imperi Romà d'Occident. En aquell moment la Sapaudia pot considerar-se ja un veritable regne que s'estenia per tota la vall del Roine fins Lió, pel sud fins a la Provença i els Alps —van guanyar el control total del Valais i els passos alpins—, i a l'est a gairebé tota Suïssa.
Al nord, els burgundis van remuntar el Saona a la fi del segle v fins a assolir el territori d'un altre dels pobles foederati, els francs. Les tribus franques, envoltades per altres pobles invasors —saxons pel nord, alamans per l'est, burgundis pel sud-est i visigots pel sud-oest, Aquitània i al llarg del Loira— es van veure forçades a establir entre elles un pacte gairebé de supervivència: els regnes francs sorgits dels francs salis i unificats per Clodoveu I van tractar les amenaces dels seus veïns, una per una, al principi del segle vi, fins a aconseguir imposar-se a tots ells.
D'acord amb Gregori de Tours, els anys que van seguir al retorn de Gundebald a Burgúndia van veure una sagnant consolidació del seu poder, encara que això és qüestionat per altres historiadors, com John B. Bury, que assenyala problemes en gran part de la cronologia dels esdeveniments que relata Gregori de Tours.
Gundebald no es va acontentar amb la seva part i es va tornar en contra dels seus germans amb l'esperança de convertir-se en rei únic. El 486 va matar Godomar, encara que se sap poc d'aquesta trobada, ja que no hi ha mencions específiques a les fonts. Set anys després, el 493, va assassinar el seu altre germà, Khilperic II, va ofegar la seva dona i les seves dues filles van ser exiliades: una d'elles, Crona, es va convertir en monja i l'altra, Clotilde de Borgonya, es va refugiar amb el seu oncle Godegisil. Aquest va acordar en 493, en una de les aliances matrimonials tan estimades pels pobles germànics, d'acord amb Gundebald, el seu matrimoni amb el rei dels pobles francs, Clodoveu I, i ella faria possible la coneguda conversió al Credo de Nicea del rei franc.
Amb les morts de Godomar i Khilperic II, Gundebald va arribar a ser el rei únic de Burgúndia, mantenint el seu germà Godegisil el govern dels burgundis a Ginebra. L'any 494 Gundebald va casar al seu fill Segimon amb Ariagne, una filla il·legítima del rei ostrogot Teodoric el Gran —en aquest llavors ja poderós rei d'Itàlia, que propiciava aquest tipus d'aliances matrimonials per convertir-se de facto en rei dels pobles germànics—, segellant així una aliança que li permetrà estendre el seu poder sobre el sud-est de la Gàl·lia (nord de l'actual Itàlia, l'oest de Suïssa i el sud-est de França), aconseguint l'enemistat dels francs. Cap a 499, el seu germà Godegisil sembla haver pactat amb Clodoveu I per enderrocar-ho del tron.
Cap al 500, quan Gundebald i Clodoveu van anar a la guerra i es van enfrontar a la batalla de Dijon, Gundebald confiava que el seu germà vindria amb reforços i no que s'uniria als francs. Juntes, les forces de Godegisil i Clodoveu van aixafar a l'exèrcit de Gundebald, encara que ell va aconseguir fugir, perseguit per Clodoveu, fins a Avinyó. Gundebald es va témer el pitjor amb l'exèrcit de Clodoveu a les portes. Va enviar un dels seus homes, anomenat Aridi, per convèncer Clodoveu que li reposés al tron a canvi d'un tribut anual, petició a la qual Clodoveu sembla haver accedit. Gundebald, temporalment confinat a Avinyó, va poder tornar a reconstruir el seu exèrcit i, trencant l'acord amb Clodoveu, va assetjar al seu germà Godegisil a la ciutat de Vienne. Amb la gana, Godegisil va expulsar la gent comuna de la ciutat, i un indignat artesà, buscant venjança, es va dirigir a Gundebald, que amb la seva ajuda va irrompre a la ciutat per un aqüeducte. Godegisil va ser assassinat l'any 501 en una església arriana juntament amb el bisbe de la ciutat.
Tant si Gundebald i Clodoveu reconciliessin les seves diferències, com si Gundebald es veiés forçat a algun tipus de vassallatge per l'anterior victòria de Clodoveu, Gundebald va fer la pau amb els francs i apareix ja com a únic rei dels burgundis. En 507 els hauria ajudat en la victòria sobre els visigots d'Alaric II, en què els francs, després de travessar el Loira cap a Tours, els van enfrontar en una plana propera a Poitiers a la batalla de Vouillé. Convertit al catolicisme, Gundebald va morir pacíficament, succeint-lo el seu fill Segimon en 516.

#### La caiguda del regne

Burgúndia, com a integrant dels regnes francs en el després de la guerra de Burgúndia.

En un primer moment aliat dels francs i els ostrogots, a Segimon li va costar mantenir aquestes aliances. La situació va esclatar l'any 522, quan després d'haver contret segones núpcies amb Constància, Segimon va fer assassinar el seu propi fill Sigeric, després d'acusar-lo d'emparar un complot amb el seu avi Teodoric, encara que probablement per eliminar-lo de la successió real. La mort d'aquest net va deteriorar encara més les seves relacions amb els ostrogots, ja en dubte després de la conversió de Segimon al catolicisme (els ostrogots seguien sent arrians). L'aliança entre burgundis i ostrogots es va veure suspesa i Teodoric va ocupar el territori entre el Durance i l'Isère.
La guerra amb els francs, coneguda com a Guerra de Burgúndia (523-524), va començar aquest any de 523 a instàncies de Clotilde, que va veure arribat el moment de venjar la mort de pare i oncle. Els seus tres fills, Clodomir, Khildebert I i Clotari I —ja reis francs hereus a la mort del seu pare Clodoveu—, van organitzar una expedició contra els burgundis. Segimon els va dirigir contra la invasió, però, derrotat, va haver de fugir per buscar refugi a l'Abadia d'Agaune (ara Saint-Maurice al Valais): es va posar l'hàbit de monjo i es va amagar en una cel·la. Allí va ser capturat per Clodomir, que ho va portar com a presoner i garantia, una vegada acabada l'expedició, al costat de la seva família, a Orleans, la seva capital. Els tres germans van tornar als seus regnes, deixant algunes guarnicions a Burgúndia.
L'altre germà de Segimon, Godomar III, va aconseguir tornar triomfalment al capdavant de les tropes enviades pel seu aliat i parent, Teodoric el Gran, amb el qual va aconseguir refer la seva aliança i recuperar Burgúndia; va fer massacrar les guarnicions deixades pels francs i es va proclamar rei.
L'1 de maig de 524 Clodomir va fer llavors llançar, a Orleans, un pou a Segimon i als seus dos fills, Gisald i Gondebaud Després, al capdavant de les tropes franques, es va embarcar en una segona expedició contra els burgundis i els ostrogots. Durant aquesta segona expedició, Clodomir va perdre la vida a la Batalla de Vézeronce el 25 de juny d'aquest mateix any. Els seus tres fills van ser recollits per la seva mare fins que es va casar amb Clotari I, que els va fer matar, quedant viu sol Clodoald, perquè va fugir. Aquest, conegut amb el nom de Saint Cloud, es va fer abat de Nogent preferint renunciar a la seva cabellera, símbol de la reialesa, abans que a la vida.
Els francs es van retirar de Burgúndia en aquell moment i van donar temporalment la lluita per finalitzada. Després de la mort de Teodoric, a l'agost de 526, els francs es van tornar contra els burgundis, de 526 a 532, quan finalment van perdre la Batalla d'Autun i també, i per sempre, la seva independència política. Teodebert, rei de Reims, va rebre el nord (Langres, Besançon, Autun, Châlon, Avènticum-Vindonissa, Octodurus); Khildebert, rei de París, el centre (Lió, Mâcon, Vienne, Grenoble i potser Ginebra i Tarentaise); i Clotari, rei de Soissons, presumiblement el sud fins a la Durance. Des de llavors, Burgúndia formarà part dels regnes de la Dinastia Merovíngia, i els mateixos burgundis seran absorbits també.

## Població i colonització del territori
La mida de la població burgundia establerta a Sapaudia el 443 ha estat àmpliament debatuda, amb molt diverses estimacions. A partir dels aproximadament 80.000 burgundis que van arribar a la vora del Rin el 370, dels 20.000 abatuts el 436 i els 3.000 que haurien derrotat 10.000 huns d'Octar a la riba dreta del Rin el 430, s'infereix una gran població que parla d'una onada d'immigració massiva.
La comparació amb altres tribus bàrbares «foederati» instal·lades a l'Imperi o amb altres pobles germànics dona unes estimacions més baixes, que van des de 25.000 (inclosos 5.000 guerrers) a una població entre 5.000-10.000 (amb 1.000 o 2.000 guerrers). Per la seva banda, l'estudi demogràfic dels cementiris dona una avaluació de tota la població del regne burgundi entre 300.000-500.000 habitants (dels quals al voltant de 80.000-100.000 estarien a la part oriental suïssa), repartits en una àrea d'aproximadament 50.000-60.000 km². Els burgundis representarien, segons alguns autors, entre un terç i una desena part de la població de Sapaudia, però entre el 5-10% a menys de l'1% de tot el regne.
Després d'establir-se a Sapaudia en 443 i al Lionès en 457, les tropes burgúndies probablement van ser considerades com «hospites» ("hostes") en virtut de les disposicions legals relatives a l'acantonament de les tropes romanes. Sembla que aquest sistema ha donat pas a continuació a la cessió d'una part dels ingressos fiscals, sense canviar la propietat de la terra, i després a una transferència de béns immobiliaris, com queda reflectit en la manera de fixar el repartiment definida per la «lex Burgundionum». Aquest repartiment assignava als burgundis les dues terceres parts de terra cultivable, un terç dels esclaus i la meitat de les cases, granges, jardins, boscos i pastures.
Com que els invasors eren una minoria, no podien imposar el seu idioma, però alguna cosa van influir en el llatí parlat pels habitants de la zona. Més endavant, una nova onada de transformacions lingüístiques va conduir a la gradual desaparició de llatí parlat, que es transformarà en diversos dialectes franco-provenzals que es designen despectivament amb el terme "patois". Aquesta transformació idiomàtica es desenvoluparà entre els segles V i IX.
La integració extremadament ràpida dels burgundis i l'absència d'artesanat propi fa difícil identificar-los sobre la base de criteris arqueològics, devent considerar-se indirectament segons el territori on van exercir la seva sobirania —que cobriria unes 32 ciutats—, l'aire cultural —manifestat sobretot a les mostres de la vida quotidiana, com en alguns costums i particularitats de la vestimenta romanoburgúndia—, i finalment en els assentaments burgundis propis en sentit estricte, on estaria el gruix dels grups d'immigrants. L'evidència arqueològica d'aquests assentaments es troba especialment a la zona de Ginebra i al territori de Sapaudia.
Els elements més característics de la seva vestimenta són les fíbules germàniques antigues (fíbules encapçalades per aus, fíbules arquejades), collarets de ferro, petits pendents. A més, destaquen pels miralls de metall d'origen oriental i pels cranis deformats artificialment, que originalment van ser atribuïts als contactes que van tenir amb els huns. L'estudi dels cementiris de Sézegnin i de Monnet-la-Ville (Jura) va mostrar que els burgundis van compartir els seus llocs d'enterrament amb la població romana.

## Les lleis burgúndies
Els burgundis van deixar tres codis legals, que es troben entre els primers promulgats de qualsevol de les tribus germàniques. Durant el període de revoltes, en algun moment entre el 483-501, Gundebald va començar a establir la Lex Burgundionum, promulgant aproximadament la primera meitat, que es basava en la Lex Visigothorum' Arran de la consolidació del seu poder, entre 501 i la seva mort el 516, Gundebald va publicar la segona meitat de la seva llei, que era genuïnament més burgúndia.
El "Liber Consitutionum sive Lex Gundobada" (Llibre de la Constitució arran de la Llei de Gundobad), també coneguda com la Lex Burgundionum, o més simplement la Lex Gundobada o el Liber, es va publicar en diverses parts entre 483 i 516, principalment per Gundebald, i també pel seu fill, Segimon. És un registre del dret consuetudinari burgundi i és un exemple típic dels codis de dret germànic del període. En particular, el Liber manlleva molt de la Lex Visigothorum i més tard va influir en la Lex ripuaria (Rivers, p. 9). El Liber és una de les fonts primàries per conèixer la vida contemporània burgúndia, així com per a la història dels seus reis.
Igual que moltes de les tribus germàniques, les tradicions jurídiques burgúndies permetien l'aplicació de lleis diferents per a diferents ètnies. Així, a més de la Lex Gundobada, Gundebald també va emetre (o va codificar) un conjunt de lleis per a assumptes romans del regne burgundi, la Lex Romana Burgundionum (El Dret Romà dels burgundis).
A més dels codis anteriors, el fill de Gundebald, Segimon, va publicar més tard la Prima Constitutio.

### Cristianització
En algun moment de la seva estada a les terres orientals del Rin, els burgundis haurien abandonat el seu politeisme germànic i s'haurien convertit a l'arrianisme com els seus veïns els gèpids. Aquesta forma de cristianisme resultaria una font de sospita i desconfiança entre ells i el llavors ja catòlic Imperi Romà d'Occident. Aquestes divisions estaven, evidentment, curades o en curació cap a l'any 500, com mostra Gundebald, un dels últims reis burgundis, que mantenia una estreta amistat personal amb Avit, el bisbe catòlic de Vienne. D'altra banda, el fill i successor de Gundebald, Segimon de Borgonya, es va convertir ell mateix l'any 515, va fundar l'abadia de Sant Maurici d'Agaunum, enfortint així la seva conversió i la del seu poble —hi ha nombroses proves d'això, incloent-hi la conversió de diverses dones destacades de la família governant— després del Concili de Nicea.